# جان براین
جان براین (انگلیسی: Jon Brion؛ زادهٔ ۱۱ دسامبر ۱۹۶۳) موسیقی‌دان اهل ایالات متحده آمریکا است.
 وی از سال ۱۹۸۲ میلادی تاکنون مشغول فعالیت بوده است. 